# Wahlen in der Demokratischen Republik Kongo 2018

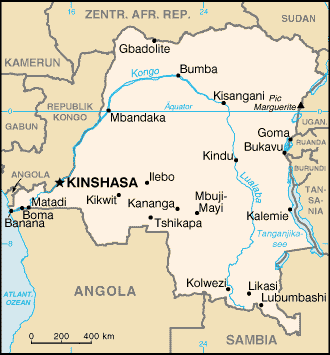
Karte der Demokratischen Republik Kongo

Die Präsidentschafts- und Parlamentswahlen in der Demokratischen Republik Kongo fanden am 30. Dezember 2018 statt. In vier der 81 Wahlkreise wurden die Wahlen vier Tage vor dem Wahltermin auf März 2019 verschoben. Am 10. Januar 2019 erklärte die Wahlkommission den Oppositionellen Félix Tshisekedi zum Sieger der Präsidentschaftswahl. Trotz vielfacher Berichte über eine grobe Wahlfälschung zu Lasten des Kandidaten Martin Fayulu bestätigte das Verfassungsgericht die Wahl Tshisekedis.
Mit dem Amtsantritt des neuen Präsidenten gab es erstmals in der Geschichte des Landes eine – formal – demokratische Übergabe des Amtes. Der bisherige Amtsinhaber Joseph Kabila durfte nach zwei Amtszeiten nicht mehr antreten.
Ursprünglich sollten die Wahlen am 27. November 2016 stattfinden. Sie wurden aber mehrmals verschoben und waren schließlich für den 23. Dezember 2018 vorgesehen. Am 20. Dezember 2018 gab die Wahlkommission bekannt, dass die Wahlen erneut verschoben werden müssten. Als neuer Termin wurde der 30. Dezember 2018 festgelegt.
Neben dem Präsidenten wurden die 500 Abgeordnete umfassende Nationalversammlung (Assemblée Nationale) und die 715 Abgeordneten der Regionalparlamente gewählt.

## Ankündigungen und Unruhen
Der damals 29-jährige Joseph Kabila hatte 2001 das Präsidentenamt von seinem ermordeten Vater Laurent-Désiré Kabila übernommen; bei den Wahlen 2006 wurde er erstmals durch Wahl legitimiert. Er kündigte an, im November 2016 turnusgemäße demokratische Wahlen im Staat durchführen zu wollen. Laut Verfassung durfte er nach Ablauf von zwei Amtszeiten zu je fünf Jahren nicht erneut kandidieren. Er ließ aber die Wahlen verschieben und warnte Politiker davor, das Land zu destabilisieren. Die Opposition vermutete, dass Kabila an der Macht bleiben wolle, zumal Kabila darauf hinwies, dass einige Kongolesen ihn im Amt behalten wollten. Seine genauen Pläne legte er jedoch nicht offen.
Nach der Verschiebung der Wahlen kam es im September 2016 zu Unruhen. Laut Regierungsangaben wurden nach Zusammenstößen zwischen Demonstranten und Einsatzkräften 17 Menschen, darunter drei Polizisten, getötet. Das Oppositionsbündnis Rassemblement sprach dagegen von mehr als 50 Demonstranten, die durch Schüsse von Polizisten getötet worden seien. Daraufhin kündigte das Oppositionsbündnis weitere Demonstrationen an. Das Außenministerium der Vereinigten Staaten und der Generalsekretär der Vereinten Nationen Ban Ki Moon zeigten sich besorgt um die Lage im Kongo und forderten die dortige Regierung auf, alle Menschenrechte, einschließlich des Rechts auf friedliche Demonstrationen, zu gewährleisten.
Durch das Silvesterabkommen vom 31. Dezember 2016 wurde vereinbart, dass die Wahl noch im Jahr 2017 abgehalten werden solle. Nachdem auch dieser Wahltermin verschoben worden war, wurde schließlich der 23. Dezember 2018 als Termin festgelegt und Kandidaten aufgestellt.

## Kandidaten
Zu den 21 Kandidaten gehörten

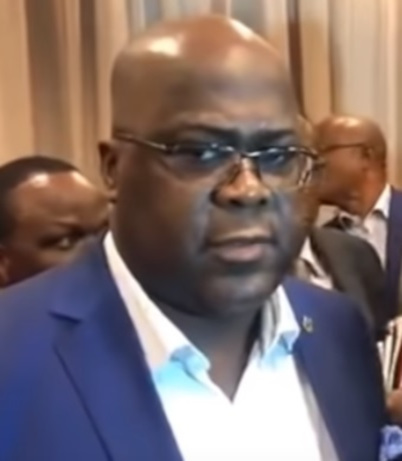
Félix Tshisekedi

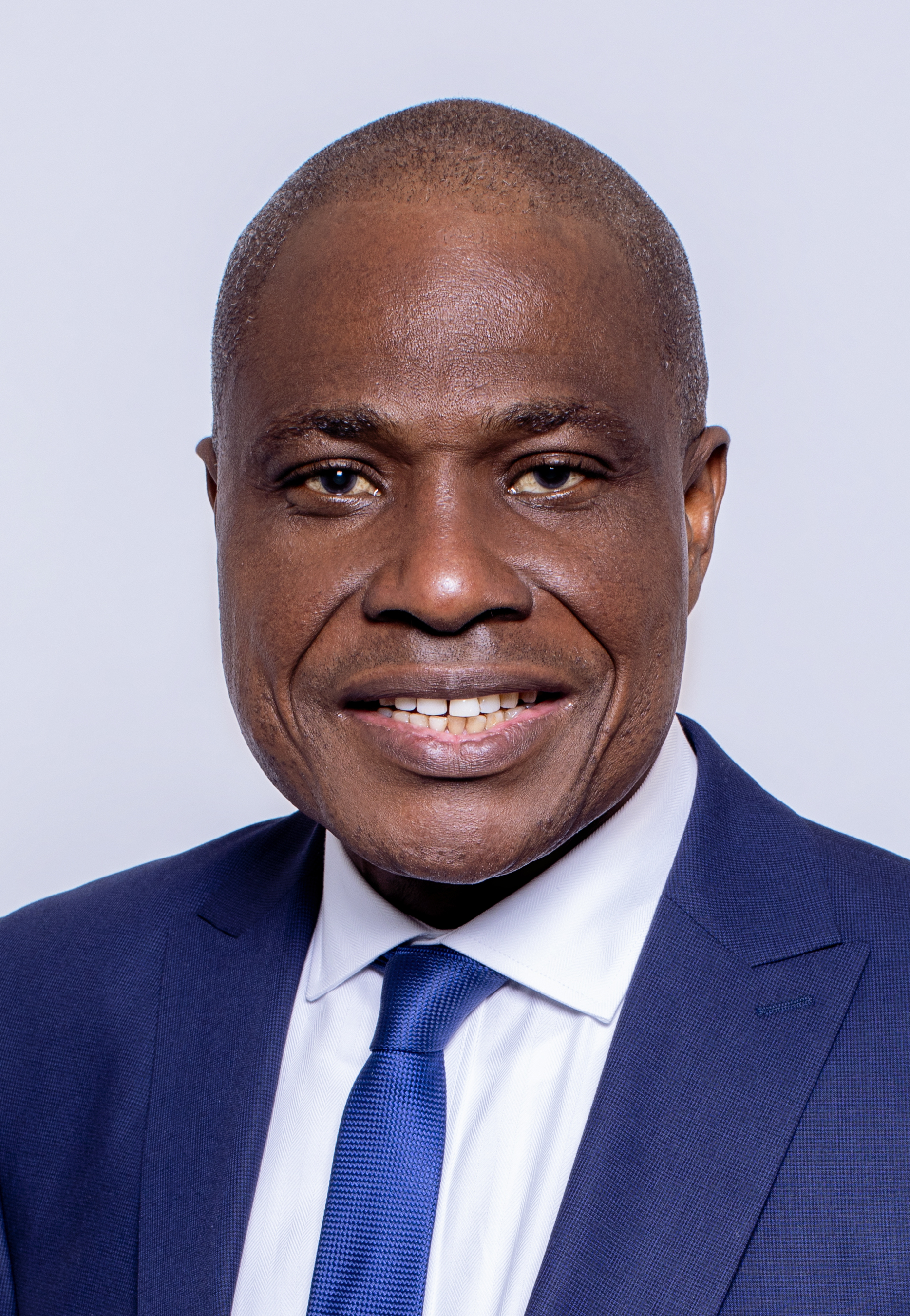
Martin Fayulu

- Emmanuel Ramazani Shadary, der Kandidat der PPRD des bisherigen Präsidenten Kabila, der für das Bündnis Front commun pour le Congo (FCC) antrat.
- Martin Fayulu, der für das neugeschaffene Oppositionsbündnis Lamuka (Lingala; deutsch etwa „Aufstehen“) kandidierte.
- Félix Tshisekedi (UDPS, angetreten für das Bündnis Cap pour le changement, CACH)
- Theodore Ngoy (Unabhängiger)

Die einzige Frau auf der Kandidatenliste war Mpunga Marie Josee Ifoku Mputa (AENC).
Zu den nicht-zugelassenen Kandidaten gehörte der lange in Den Haag inhaftierte Jean-Pierre Bemba (Mouvement de Libération du Congo), weil er wegen seiner Haftstrafe nicht die verfassungsrechtlichen Voraussetzungen erfüllte. Er unterstützte nach seiner Nicht-Zulassung wie der ebenfalls abgewiesene Moïse Katumbi das Bündnis Lamuka. Katumbi hatte zuvor in Belgien gelebt und wurde nicht ins Land gelassen, so dass er seine Kandidatur nicht einreichen konnte.
Am 11. November 2018 beschlossen Fayulu, Tshisekedi, Vital Kamerhe und andere Oppositionsführer im schweizerischen Genf, dass Fayulu als ihr gemeinsamer Kandidat gegen Shadary antreten solle. Am Folgetag widerriefen Tshisekedi und Kamerhe die Vereinbarung, da sie Fayulu zu wenig politische Erfahrung attestierten. Die beiden beschlossen, dass Tshisekedi ebenfalls kandidieren und Kamerhe dessen Wahlkampf leiten solle, um dann nach einem Wahlsieg Premierminister zu werden. Im Gegenzug soll 2023 Tshisekedi den Kandidaten von Kamerhes Partei als Präsidentschaftskandidaten unterstützen.

## Wahlverfahren
Rund 40 Millionen Wahlberechtigte wurden von der Wahlkommission (CENI, auch Céni) registriert, ihre Rohdaten umfassten aber 46,5 Millionen Personen.
Jeder Wähler hat bei der Präsidentschaftswahl eine Stimme. Der Präsident wird mit der einfachen Mehrheit gewählt.
Von den 500 Abgeordneten der Nationalversammlung werden 60 nach dem Mehrheitswahlrecht in ebenso vielen Wahlkreisen gewählt. Die übrigen 440 Abgeordneten werden nach dem Verhältniswahlrecht in 109 Großwahlkreisen vergeben; die Parteien treten dort mit offenen Listen an.
Die Stimmabgabe erfolgte erstmals in der Geschichte der Demokratischen Republik Kongo über Wahlmaschinen. Dafür wurden über 105.000 Geräte des südkoreanischen Herstellers Miru Systems eingeführt. Die Wähler stimmten auf dem Gerät ab, das einen Papierausdruck erzeugt. Dieser diente dann neben dem elektronisch ermittelten Resultat zur Ermittlung des Wahlergebnisses. Dieses Verfahren sollte die Abstimmung sicherer machen und die Auswertung beschleunigen; die Opposition fürchtete aber Manipulationen.
Es gab rund 80.000 Wahllokale.

## Wahlkampf und Ablauf im Vorfeld der Wahlen

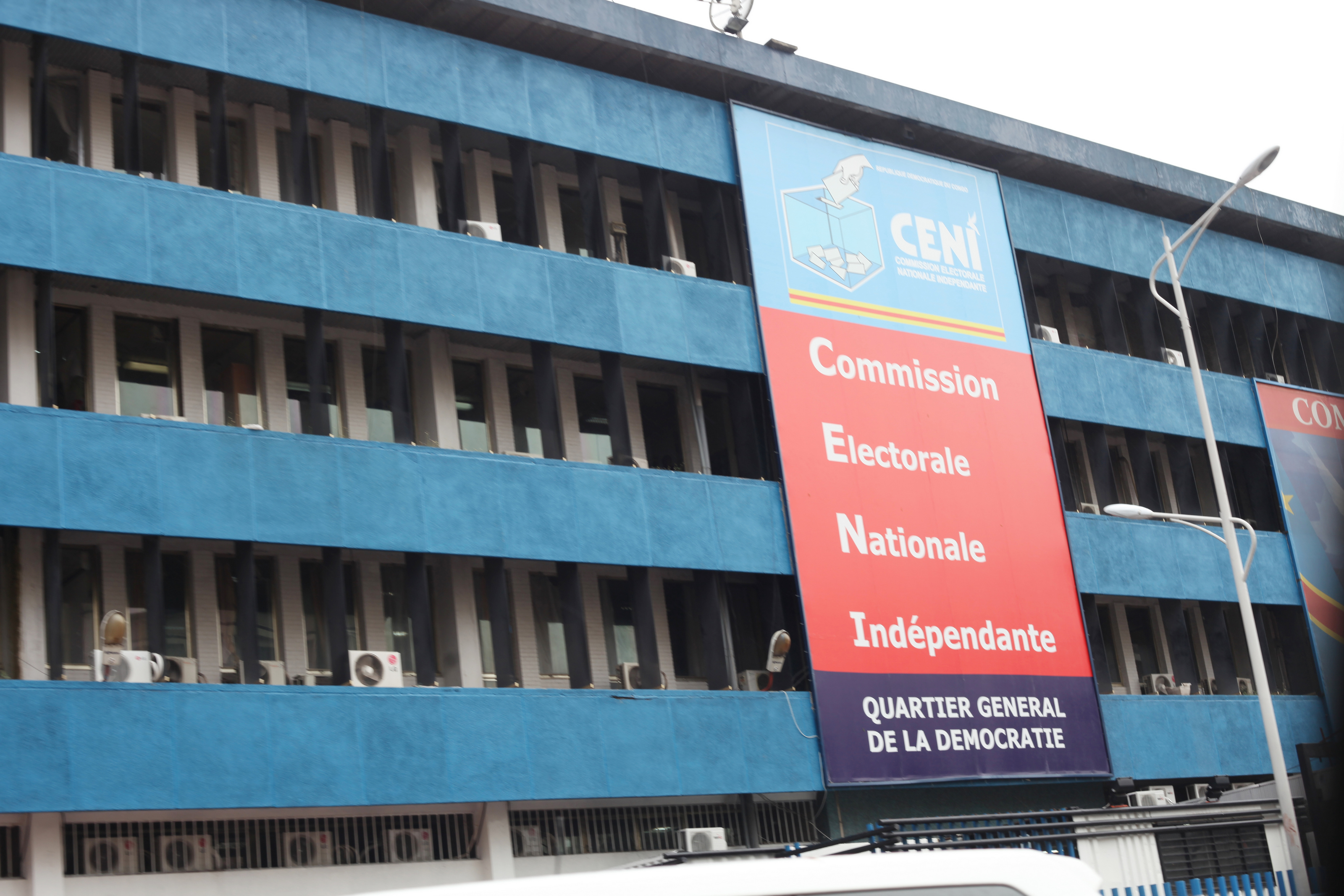
Hauptquartier der Wahlkommission

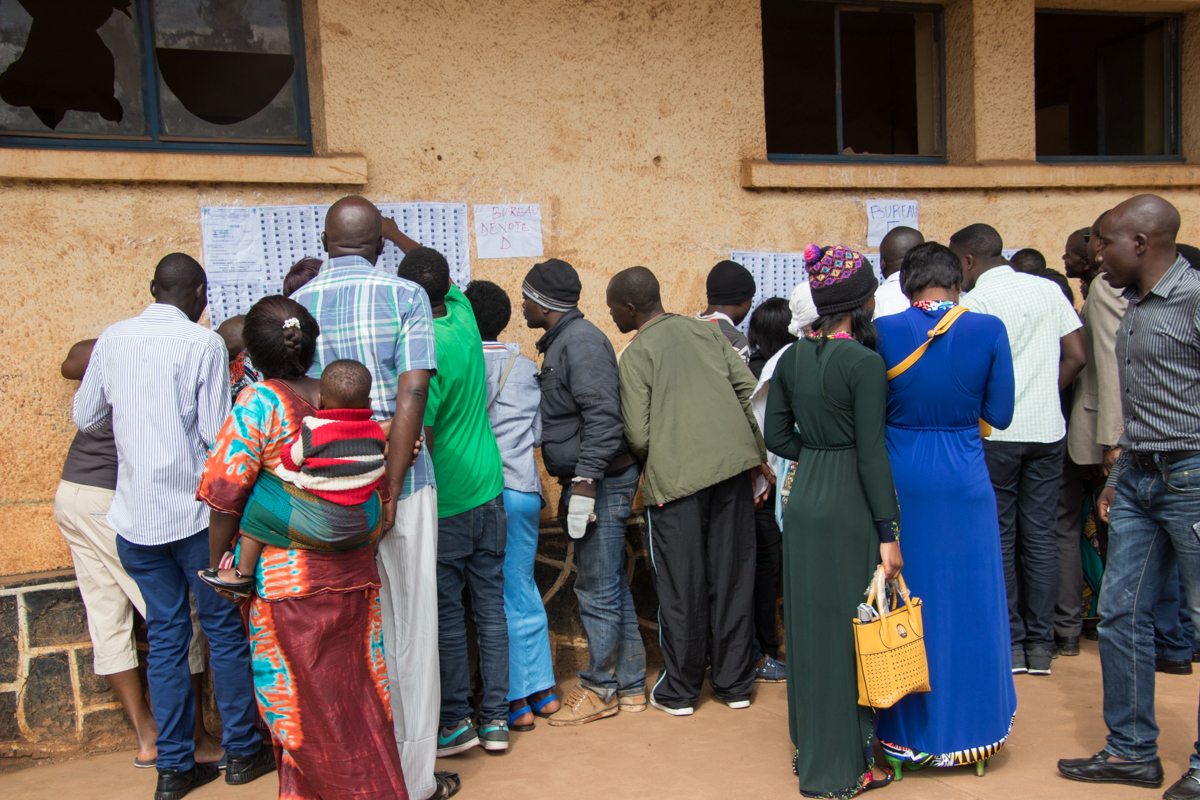
Wähler beim Lesen der Wählerlisten

Als Favoriten galten Shadary, Fayulu und Tshisekedi. Wenige Stunden vor dem Abhalten einer Großkundgebung des Oppositionskandidaten Fayulu in der Hauptstadt Kinshasa wurde dies von Gouverneur Kombuta per Erlass verboten. Der Wahlkampf war aufgrund der geringen Infrastruktur und ethnischer Unruhen erschwert. Wahlmaschinen und Stimmzettel mussten importiert und in kurzer Zeit per Flugzeug in alle Gebiete des Landes gebracht werden. Am 20. Dezember 2018 verkündete die Wahlkommission CENI, dass die Wahlen aus technischen Gründen abermals verschoben werden müssten. Zu den Gründen gehörte neben dem Ausbruch von Ebolafieber in einigen Teilen des Landes die Zerstörung von rund 8000 Wahlmaschinen durch den Brand einer Lagerhalle in Kinshasa. Nach Angaben von Diplomaten waren die Regierungssoldaten, die das Gebäude bewachen sollten, kurz zuvor abgezogen worden. Als neuer Wahltermin wurde der 30. Dezember festgelegt.
Am 26. Dezember 2018 wurde bekanntgegeben, dass die Abstimmungen in vier von 81 Wahlkreisen auf März 2019 verschoben wurden: Die Städte Beni und Butembo sowie das Umland von Beni – alle zusammen Kerngebiet der Nande – im Osten wählen wegen des Ebola-Ausbruchs später, Yumbi wegen grassierender Gewalt mit fast 900 Toten. Alle drei Städte sind Hochburgen der Opposition. Zusammen leben dort etwa 1,26 Millionen der rund 40 Millionen registrierten Wahlberechtigten. Als Wahltermin wurde später der 31. März festgelegt. Trotz der Nachwahlen sollte das Ergebnis der Präsidentschaftswahl bereits am 15. Januar 2019 verkündet und der neue Präsident am 18. Januar vereidigt werden. Bei den Nachwahlen gab es keine Abstimmung zur Präsidentschaftswahl.
Als Wahlbeobachter waren Kommissionen der Afrikanischen Union (AU), der Entwicklungsgemeinschaft des südlichen Afrika (SADC), der Zentralafrikanischen Wirtschaftsgemeinschaft (CEEAC) und der International Conference on the Great Lakes Region (ICGLR) im Land; zusammen etwa 200 Personen. Europäische Wahlbeobachter waren nicht eingeladen worden. Außerdem begleiteten 1026 langfristig tätige und rund 40.000 am Wahltag tätige Bürger im Auftrag der kongolesischen römisch-katholischen Bischofskonferenz (CENCO) sowie bis zu 20.000 Mitarbeiter der überparteilichen, bürgerlichen Synergie des Missions d’Observation Citoyenne des Élections (SYMOCEL) die Wahlen.

## Ablauf der Wahlen

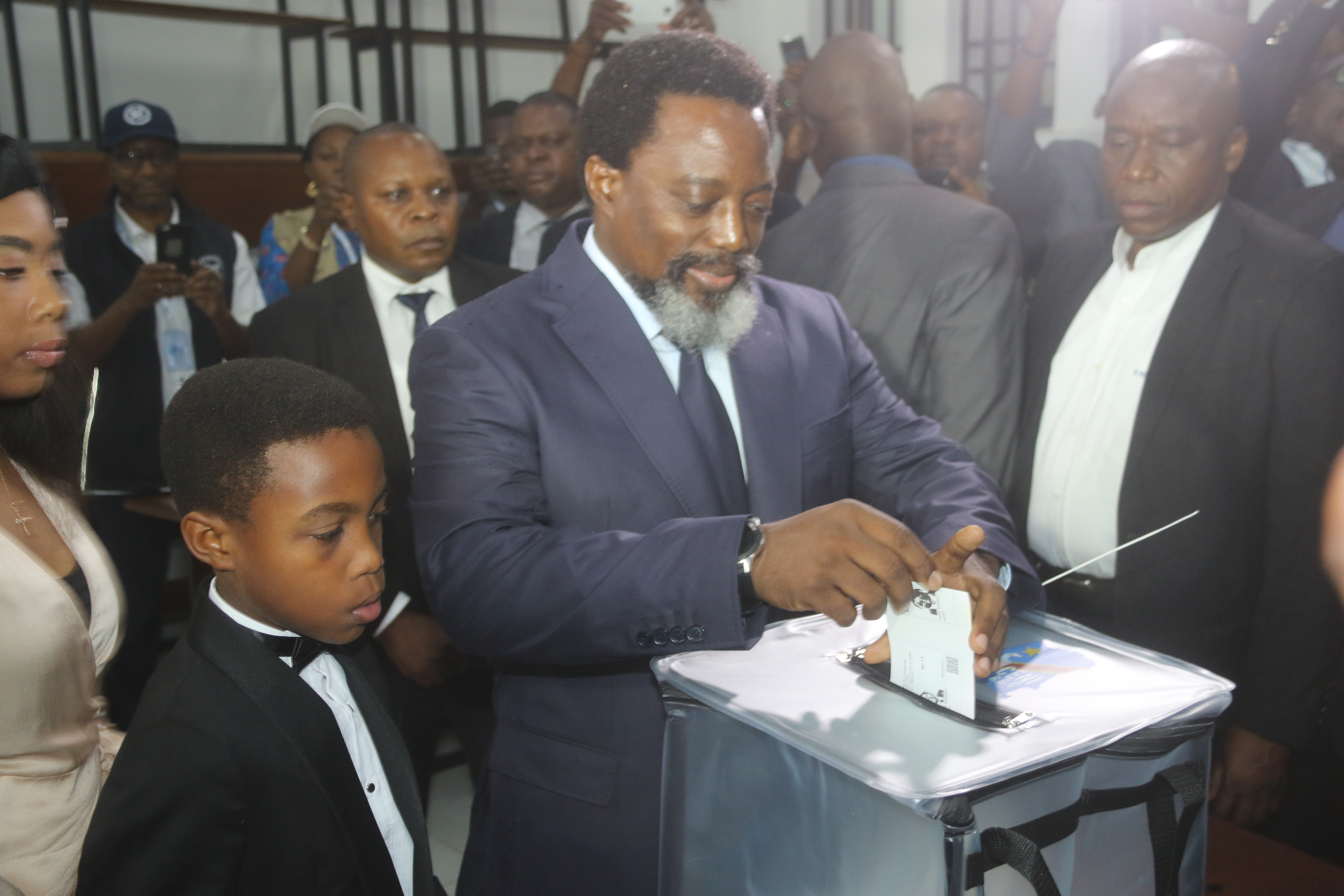
Joseph Kabila bei der Stimmabgabe

Die Wahlen fanden wie geplant am 30. Dezember statt, der Wahltag war jedoch durch zahlreiche Unregelmäßigkeiten gekennzeichnet. So öffneten viele Wahllokale mit mehreren Stunden Verspätung; gelegentlich fehlten Wahlmaschinen oder Wählerlisten. In Kinshasa kam es am Wahltag zu schweren Überschwemmungen. Die Wahlbeobachter der CENCO registrierten fast 200 Gewalttaten.

## Ereignisse und inoffizielle Ergebnisse nach den Wahlen
Bereits am Tag nach den Wahlen wurden erste Ergebnisse genannt. Während Tshisekedis Wahlkampfmanager Kamerhe von je rund 40 % der Wählerstimmen für Fayulu und Tshisekedi und 13 % für Shadary sprach, behauptete Shadarys Wahlkampfleiter, dass Shadary die Wahlen gewinnen werde. Nach der Veröffentlichung zahlreicher Zwischenergebnisse etwa auf Twitter ließ die Regierung große Teile der nationalen Internetverbindungen und den SMS-Versand sperren. Die Sperre sollte erst am 6. Januar 2019 aufgehoben werden, wenn die Wahlkommission laut Plan Ergebnisse verkündet hätte. Außerdem wurde das auf UKW ausgestrahlte Programm des französischen Rundfunksenders Radio France Internationale landesweit gesperrt und dessen Korrespondentin die Akkreditierung entzogen. Auch zwei Fernsehsender von Jean-Pierre Bemba wurden vorläufig geschlossen.
Am 2. Januar 2019 gaben die Wahlbeobachter der SADC an, dass die Wahlen weitgehend ordentlich und gelungen abgehalten wurden; die Beobachter der AU lobten das Verhalten der Wähler. Am Folgetag gab die CENCO an, aufgrund ihrer Beobachtungen den Sieger der Präsidentenwahl bereits zu kennen, und verlangte von der Wahlkommission eine rasche Veröffentlichung der Ergebnisse. Indirekt wurde von Regierungskreisen bestätigt, dass Martin Fayulu die Wahl gewonnen habe. CENCO-Mitglieder gaben laut Africa Confidential bereits am 2. Januar Informationen an westliche Diplomaten weiter, dass Fayulu mehr als 50 % der Stimmen gewonnen habe und Tshisekedi und Shadary jeweils rund 20 % erzielt hätten.
Am 5. Januar ließ US-Präsident Donald Trump Soldaten und Militärflugzeuge nach Libreville in Gabun verlegen, die im Falle von Unruhen US-amerikanische Staatsbürger und Einrichtungen schützen sollen. Die für den 6. Januar geplante Verkündung der Wahlergebnisse wurde verschoben, da nach Angaben von CENI am Vortag erst knapp die Hälfte der Wahlergebnisse bei ihr eingetroffen waren. Vermutet wurde jedoch eine bewusste Verzögerung, da die Wahlkreisergebnisse im Regelfall bereits am Wahlabend ermittelt worden waren. Auch die Sperre von Internetverbindungen und Sendestationen blieb vorerst bestehen.
Wahlbeobachter der SYMOCEL gaben an, dass es in mehr als der Hälfte der besuchten zentralen Auszählungsstellen zu „großen“ Unregelmäßigkeiten gekommen sei und dass 92 % dieser Stellen entgegen der Vorschrift keine Ergebnisse ausgehängt hätten.
Zwischen Wahltag und Verkündung der Ergebnisse gab es mehrere Treffen von Beratern Kabilas und Tshisekedis.

## Offizielle Ergebnisse der Präsidentschaftswahl und Reaktionen
Am frühen Morgen des 10. Januar 2019 verkündete die Wahlkommission das vorläufige Ergebnis der Präsidentschaftswahl. Demnach gewann Tshisekedi mit über sieben der gut 18 Millionen abgegebenen Stimmen (38,6 %). Fayulu erhielt demnach über sechs Millionen Stimmen (34,8 %), Shadary über vier Millionen (23,8 %). Die Wahlbeteiligung betrug nach Angaben von CENI 47,6 %.
Zahlreiche Menschen in Kinshasa bejubelten das Ergebnis in der Öffentlichkeit. Anders als Shadary akzeptierte Fayulu das Ergebnis nicht und sprach von einem „Wahlputsch“. Er gab an, dass eine geheime Absprache zwischen den Lagern Tshisekedis und Shadarys bzw. Kabilas ein „offenes Geheimnis“ gewesen sei. Die Außenminister Frankreichs und Belgiens, Jean-Yves Le Drian und Didier Reynders, zweifelten ebenfalls die Ergebnisse an und verlangten eine Aufschlüsselung der Ergebnisse. Mehrere Analysten hielten es wie Fayulu für wahrscheinlich, dass die mit dem Kabila-Regime verbundene Wahlkommission Tshisekedi gewinnen ließ, um eine Präsidentschaft Fayulus zu verhindern. Die katholische Kirche des Landes gab nach Bekanntgabe des Ergebnisses durch CENI an, dass nach ihren Zählungen Fayulu gewonnen habe.
Tshisekedi bezeichnete nach der Verkündung des Wahlergebnisses Kabila „nicht mehr als Gegner, sondern als Partner im demokratischen Wandel in unserem Land“.
Am Tag der Verkündung des Präsidentschaftswahlergebnisses gab es bei Auseinandersetzungen zwischen Demonstranten und der Polizei, die mit scharfer Munition schoss, elf Tote. Am Folgetag rief der UN-Weltsicherheitsrat dazu auf, einen nationalen Konsens zu finden und Gewalt zu vermeiden. Allerdings sprachen sich Russland und China sich gegen eine Einmischung der UN aus.
Fayulus Haus in Kinshasa wurde am 12. Januar von Soldaten der Republikanischen Garden sowie der Polizei umstellt, so dass er erst Stunden später das Verfassungsgericht erreichen konnte. Seine Anwälte hatten bereits am Vortag das Präsidentschaftswahlergebnis vor dem Verfassungsgericht angefochten und eine erneute Auszählung per Hand gefordert. Fayulu verlangte auch eine Neuauszählung der übrigen Wahlergebnisse. Der sambische Präsident Edgar Lungu begrüßte im Namen der SADC Fayulus Einspruch und schlug eine Regierung der Nationalen Einheit vor. Auch das Staatenbündnis ICGLR schloss sich der Forderung nach einer Neuauszählung an. Radio France Internationale, TV5 Monde, die Financial Times und die Süddeutsche Zeitung berichteten am 15. Januar, dass die Wahlergebnisse gefälscht seien; tatsächlich habe Fayulu fast 60 % und Tshisekedi unter 20 % der Stimmen erhalten. Als Quelle gaben sie von einem Whistleblower veröffentlichte Rohdaten der Wahlkommission an, die 86 % der insgesamt abgegebenen Stimmen repräsentieren. Die Financial Times stellte eine hohe Korrelation zwischen den Rohdaten und den von der CENCO gesammelten Daten fest. Kommentatoren sprachen vom „am besten dokumentierten Wahlbetrug der afrikanischen Geschichte“ bzw. von der „skrupellosesten Wahlfälschung der jüngeren afrikanischen Geschichte“.
Am 17. Januar forderte die Afrikanische Union nach einem Gipfeltreffen die Wahlkommission auf, die Bekanntgabe der offiziellen Wahlergebnisse auszusetzen, und beschloss die Entsendung einer hochrangigen Kommission in das Land, um mit den dortigen Akteuren eine Lösung zu suchen. Diese Erklärung bezeichnete die kongolesische Regierung als „skandalös“.
Am frühen Morgen des 20. Januar wies das Verfassungsgericht Fayulus Klage gegen das Ergebnis der Präsidentschaftswahl ab. Er habe keine ausreichenden Belege für Unregelmäßigkeiten vorgelegt. Fayulu rief sich daraufhin selbst zum Präsidenten aus. Kurz vor der Gerichtsentscheidung waren die Internet-Verbindungen wiederhergestellt worden, kurz darauf folgten die Sender. Zu den Gratulanten Tshisekedis gehörten am selben Tag die SADC, der tansanische Präsident John Magufuli und der burundische Präsident Pierre Nkurunziza, ebenso wie Cyril Ramaphosa (Südafrika) und Uhuru Kenyatta (Kenia). Die AU verschob die Entsendung einer Delegation auf unbestimmte Zeit. Das französische Außenministerium nahm das offizielle Wahlergebnis „zur Kenntnis“ und forderte Tshisekedi zum Dialog „mit allen Akteuren“ auf. Auch die Europäische Union nahm das Ergebnis „zur Kenntnis“ und bot der Regierung eine „weitere Zusammenarbeit“ an. Auch die US-Regierung kündigte eine weitere Zusammenarbeit an. Am 23. Januar erkannte die US-Administration das Wahlergebnis an und lobte die Wahlen – in der Entwurfsfassung war das Wahlergebnis noch als „sehr fehlerhaft und Sorgen bereitend“ bezeichnet worden. Ein Kommentator beklagte die „zynische Sichtweise“ und das „Abnicken“ der „lächerlich plumpe[n] Fälschung“ durch die westlichen Länder.
Am 24. Januar wurde Tshisekedi als Präsident vereidigt. Joseph Kabila übergab ihm eine Nationalflagge und eine gedruckte Verfassung, die symbolisch für das Amt stehen. Kabila bewohnt jedoch weiterhin den Präsidentenpalast. Im Mai 2019 ernannte Tshisekedi schließlich den früheren Minister Sylvestre Ilunga, einen Gefolgsmann Kabilas, zum Premierminister. Erst Ende August 2019 konnte Tshisekedi ein Kabinett bilden.

## Ergebnisse der Parlamentswahl
Am 12. Januar 2019 gab die Wahlkommission das vorläufige Ergebnis der Wahl zur Nationalversammlung bekannt. Demnach erhielt die Kabila-nahe Koalition Front Commun pour le Congo (FCC) über 250 der vergebenen 485 Sitze – 15 Sitze werden erst im März vergeben. Tshisekedis Bündnis Cap pour le changement (CACH) erhielt weniger als 50 Sitze, während Fayulus Lamuka auf etwa 59 Sitze kam. Am Folgetag wurde die Mandatsverteilung wie folgt angegeben: rund 350 Sitze für die FCC, etwa 80 Mandate für Lamuka und knapp 50 für CACH.

### Ergebnis
CENI gab nur die Namen der gewählten Kandidaten an. Die Zuordnung zu einer Gruppierung bzw. Koalition ist nicht immer eindeutig. 
| Partei oder Bündnis | Partei oder Bündnis                                                              | Stimmen    | %     | Sitze  | Sitze      | Sitze | +/- |
| Partei oder Bündnis | Partei oder Bündnis                                                              | Stimmen    | %     | Direkt | Verhältnis | Total | +/- |
| ------------------- | -------------------------------------------------------------------------------- | ---------- | ----- | ------ | ---------- | ----- | --- |
|                     | Parti du peuple pour la reconstruction et la démocratie (PPRD)                   |            |       |        |            | 52    | −10 |
|                     | Alliance des Forces démocratiques du Congo et alliés (AFDC-A)                    |            |       |        |            | 41    | +26 |
|                     | Union pour la démocratie et le progrès social-Tshisekedi (UDPS/Tshisekedi)       |            |       |        |            | 32    | −9  |
|                     | Action alternative pour le bien-être et le changement (AAB)                      |            |       |        |            | 30    |     |
|                     | Mouvement Social (MS)                                                            |            |       |        |            | 23    |     |
|                     | Alliance des acteurs pour la bonne gouvernance du Congo (AABC)                   |            |       |        |            | 22    |     |
|                     | Mouvement de libération du Congo (MLC)                                           |            |       |        |            | 22    | ±0  |
|                     | Parti du peuple pour la paix et la démocratie (PPPD)                             |            |       |        |            | 21    | −8  |
|                     | Alliance des démocrates pour le renouveau et le progrès (ADRP)                   |            |       |        |            | 21    |     |
|                     | Alliance des mouvements du Kongo (AMK)                                           |            |       |        |            | 20    |     |
|                     | [Parti lumumbiste unifié et alliés (PALU-A)                                      |            |       |        |            | 17    | −2  |
|                     | Union pour la nation congolaise (UNC)                                            |            |       |        |            | 14    | −3  |
|                     | Avenir du Congo (ACO)                                                            |            |       |        |            | 12    |     |
|                     | Alliance des bâtisseurs pour un Congo émergent (ABCE)                            |            |       |        |            | 11    |     |
|                     | Rassemblement pour la reconstruction du Congo (RRC)                              |            |       |        |            | 11    | ±0  |
|                     | Parti congolais pour le développement (PCD)                                      |            |       |        |            | 11    |     |
|                     | Groupe des 7 (G7)                                                                |            |       |        |            | 10    |     |
|                     | Action des alliés pour l’amélioration des conditions de vie des congolais (AAAC) |            |       |        |            | 10    |     |
|                     | Alliance politique CCU et alliés (ALLIANCE)                                      |            |       |        |            | 8     |     |
|                     | Alliance pour l’alternance démocratique (AAD)                                    |            |       |        |            | 7     |     |
|                     | Dynamique de l’opposition (DO)                                                   |            |       |        |            | ⩾ 1   |     |
|                     | Notre Congo (CNB)                                                                |            |       |        |            | ⩾ 1   |     |
|                     | Mouvement social pour le renouveau (MSR)                                         |            |       |        |            |       |     |
|                     | Ensemble pour le changement (EPC)                                                |            |       |        |            |       |     |
|                     | Rassemblement congolais pour la démocratie (RCD)                                 |            |       |        |            |       |     |
|                     | Parti démocrate-chrétien (PDC)                                                   |            |       |        |            |       |     |
|                     | Sonstige                                                                         |            |       |        |            |       | -   |
|                     | Unabhängige                                                                      |            |       |        |            |       |     |
|                     | Noch zu vergebende Sitze                                                         |            |       | 1      | 14         | 15    | -   |
|                     |                                                                                  |            |       |        |            |       |     |
|                     | Summe Bündnis Front commun pour le Congo (PPRD-PPPD-AFDC-AAB-Sonstige)           |            |       |        |            | 337   |     |
|                     | Summe Bündnis Lamuka (DO-MLC-EPC-PALU-CNB-MSR)                                   |            |       |        |            | 94    |     |
|                     | Summe Bündnis Cap pour le changement (UDPS/Tshisekedi-UNC)                       |            |       |        |            | 46    | −12 |
|                     |                                                                                  |            |       |        |            |       |     |
| Gültige Stimmen     | Gültige Stimmen                                                                  | 18.161.182 | 99,08 |        |            |       |     |
| Ungültige Stimmen   | Ungültige Stimmen                                                                | 168.136    | 0,92  |        |            |       |     |
| Summe               | Summe                                                                            | 18.329.318 | 100   | 60     | 440        | 500   | ±0  |
| Nichtwähler         | Nichtwähler                                                                      | 20.212.820 | 52,44 |        |            |       |     |
| Registrierte        | Registrierte                                                                     | 38.542.138 | 47,56 |        |            |       |     |

In einer späteren Aufstellung, die die Nachwahlergebnisse vom März 2019 einschließt, wird die Sitzverteilung nach Blöcken wie folgt angegeben: FCC 341, Lamuka 112, Cap pour le changement 47.
Im Juni 2019 wurden Lamuka nach einer Gerichtsentscheidung 21 Abgeordnetenmandate und zwei Senatorensitze aberkannt. Alle 23 Sitze wurden der FCC zugeschlagen.
Bis Mitte Juni hatte das Verfassungsgericht nach angeblichen Wahlbeschwerden insgesamt 33 Mandate von Lamuka der FCC zugeschlagen.

## Ergebnisse der Provinz- und Senatswahlen
Laut Wahlkommission gewann hier ebenfalls die FCC mit – landesweit gerechnet – der absoluten Mehrheit der Sitze. Bei der Wahl der Senatoren durch die Provinzvertretungen am 15. März 2019 erhielten mit der FCC verbundene Kandidaten 91 von vorerst 101 vergebenen Sitzen (+35), dazu erhielt Joseph Kabila einen Sitz auf Lebenszeit. Fayulus Lamuka erhielt sechs Sitze (−13), Präsident Tshisekedis CACH drei, davon seine UDPS nur einen (ohne Nachwahlen am 31. März, nach denen acht weitere Sitze vergeben wurden). Offenbar wurden dabei zahlreiche Stimmen „verkauft“. Nach anfänglichem Widerstand akzeptierte Tshisekedi das Ergebnis am 28. März.

## Rundfunkberichte
- Bettina Rühl: Kongo – Die verschleppte Präsidentschaftswahl, Deutschlandfunk – „Hintergrund“ vom 23. August 2018